# Cassady McClincy
Cassady McClincy (nascida em 1 de setembro de 2000) é uma atriz americana mais conhecida por sua interpretação de Lydia na série de drama/terror, The Walking Dead, desde 2019. Ela também é conhecida por seu papel na série original da Netflix, Ozark (2017).

## Juventude e carreira
Cassady nasceu em Ohio em 1º de setembro de 2000 e foi criada na Geórgia. Ela conseguiu um agente e começou a atuar aos 9 anos. McClincy já participou de Drop Dead Diva, do canal Lifetime, Constantine, da NBC, Good Behavior, da TNT e da série antológica original da Amazon Prime, Lore.  Em 2017, ela fez participações recorrentes como atriz convidada na série original da Netflix, Ozark, na série original do Hulu, Castle Rock, e na série Daytime Divas, do canal  VH1.
Aos 17 anos, McClincy começou a interpretar Lydia em The Walking Dead durante a 9ª temporada e tornou-se regular na série a partir da 10ª temporada.

## Filmografia

### Filmes
| Ano  | Título                    | Papel  | Notas |
| ---- | ------------------------- | ------ | ----- |
| 2015 | Crimes and Mister Meanors | Kat    |       |
| 2018 | Love, Simon               | Jackie |       |
| 2018 | Poor Jane                 | Erica  |       |

### Televisão
| Ano       | Título                       | Papel                       | Notas                                                                    |
| --------- | ---------------------------- | --------------------------- | ------------------------------------------------------------------------ |
| 2010      | The Wizard of Agni           | Munchkin Bobbi              | Filme para televisão                                                     |
| 2010      | Five Smooth Stones           | Aluna / Jogadora de futebol | Curta para televisão                                                     |
| 2013      | Sid Roth's It's Supernatural | Adolescente problemática    | Episódio: "Karen Wheaton"                                                |
| 2014      | Drop Dead Diva               | Laura Dwyer                 | Episódio: "Sister Act"                                                   |
| 2014      | Let the Lion Roar            | Mary                        | Documentário                                                             |
| 2015      | Constantine                  | Amberly                     | Episódio: "Waiting for the Man"                                          |
| 2015      | Backtrack                    | Milly Pnewski               | Curta para televisão                                                     |
| 2016      | Good Behavior                | Ashleigh                    | Episódio: "We Pretend We're Stuck"                                       |
| 2017      | Ozark                        | Anna Sloan                  | Episódio: "Book of Ruth"                                                 |
| 2017      | Daytime Divas                | Tandy Ainsley               | Recorrente (1ª Temporada)                                                |
| 2017      | Lore                         | Greta Hetfelderz            | Episódio: "The Beast Within"                                             |
| 2017      | The Visitor                  | Jovem Angie                 | Curta para televisão                                                     |
| 2018      | Castle Rock                  | Jovem Molly Strand          | Recorrente (1ª Temporada)                                                |
| 2019–2022 | The Walking Dead             | Lydia                       | Recorrente (9ª Temporada) Também estrelando (10ª Temporada) 22 episódios |